# Supercharged
Supercharged är studioalbum med det amerikanska punkrockbandet The Offspring. Albumet släpptes den 11 oktober 2024 via skivbolaget Concord Records. Som producent för Supercharged valde The Offspring att återigen samarbeta med Bob Rock. Flera ändringar bland bandmedlemmarna hade skett inför lanseringen av Supercharged: trumslagaren Pete Parada hade ersatts av Brandon Pertzborn och både basisten Todd Morse samt multiinstrumentalisten Jonah Nimoy hade blivit officiella bandmedlemmar.
The Offspring valde titeln Supercharged, som kan översättas till "överladdad", för att de ville att albumet skulle vara energifyllt från början till slutet.
I samarbete med BrooklynVegan lanserade bandet en safirfärgad LP-utgåva av Supercharged, begränsad till 300 kopior.
"You Can't Get There from Here" är en omarbetad version av en låt The Offspring skrev 10–15 år tidigare. Enligt Noodles är det en mörk låt som handlar om osäkerhet och självtvivel. "Truth in Fiction" handlar om hur tillgängligt det har blivit att fabricera egna sanningar och alternativa verkligheter genom artificiell intelligens och deepfakes. "Come to Brazil" beskrevs av Noodles som albumets "konstigaste låt", som handlar om internetfenomenet med samma namn.  Albumomslaget för Supercharged har påpekats vara en blandning av omslagen till Metallicas Ride the Lightning och Supertramps Crime of the Century, vilket Holland accepterade.

## Låtlista
Alla låtar är skrivna och komponerade av Dexter Holland, om inte annat anges. 
| Nr           | Titel                         | Längd |
| ------------ | ----------------------------- | ----- |
| 1.           | Looking Out for #1            | 3:16  |
| 2.           | Light It Up                   | 2:52  |
| 3.           | The Fall Guy                  | 2:34  |
| 4.           | Make It All Right             | 3:34  |
| 5.           | Ok, But This Is the Last Time | 3:23  |
| 6.           | Truth in Fiction              | 2:00  |
| 7.           | Come to Brazil                | 4:19  |
| 8.           | Get Some                      | 2:57  |
| 9.           | Hanging by a Thread           | 3:26  |
| 10.          | You Can't Get There from Here | 3:54  |
| Total längd: | Total längd:                  | 32:15 |